# Eucereon perplicatum
Eucereon perplicatum là một loài bướm đêm thuộc phân họ Arctiinae, họ Erebidae.